# Junaci sa Srđa
Junaci sa Srđa, hrvatski dokumentarni film iz 1994. godine. Film je napravljen i emitiran u povodu obljetnice najžešćeg napada JNA i srpsko-crnogorskih dobrovoljaca na Dubrovnik 6. prosinca 1991. godine. 

## Radnja
Film se bavi obranom opsjednutog Dubrovnika. Autentična je pripovijest i rekonstrukcija herojske borbe 40 hrvatskih mladića na tvrđavi Imperijalu na brdu Srđu iznad Dubrovnika. Dosta hrvatskih boraca, sudionika filma, teško je ranjeno ili je poginulo u oslobodilačkima akcijama Hrvatske vojske narednih godina, Bljesku i Oluji. U filmu se pojavljuju i general Janko Bobetko, Jure Burić i dr.